# Jean Boucher (sculpteur)
Pour les articles homonymes, voir Jean Boucher et Boucher.
Jean Marie Théodore Joseph Boucher, né le 21 novembre 1870 à Cesson-Sévigné et mort le 17 juin 1939 à Paris, est un sculpteur français.

## Biographie

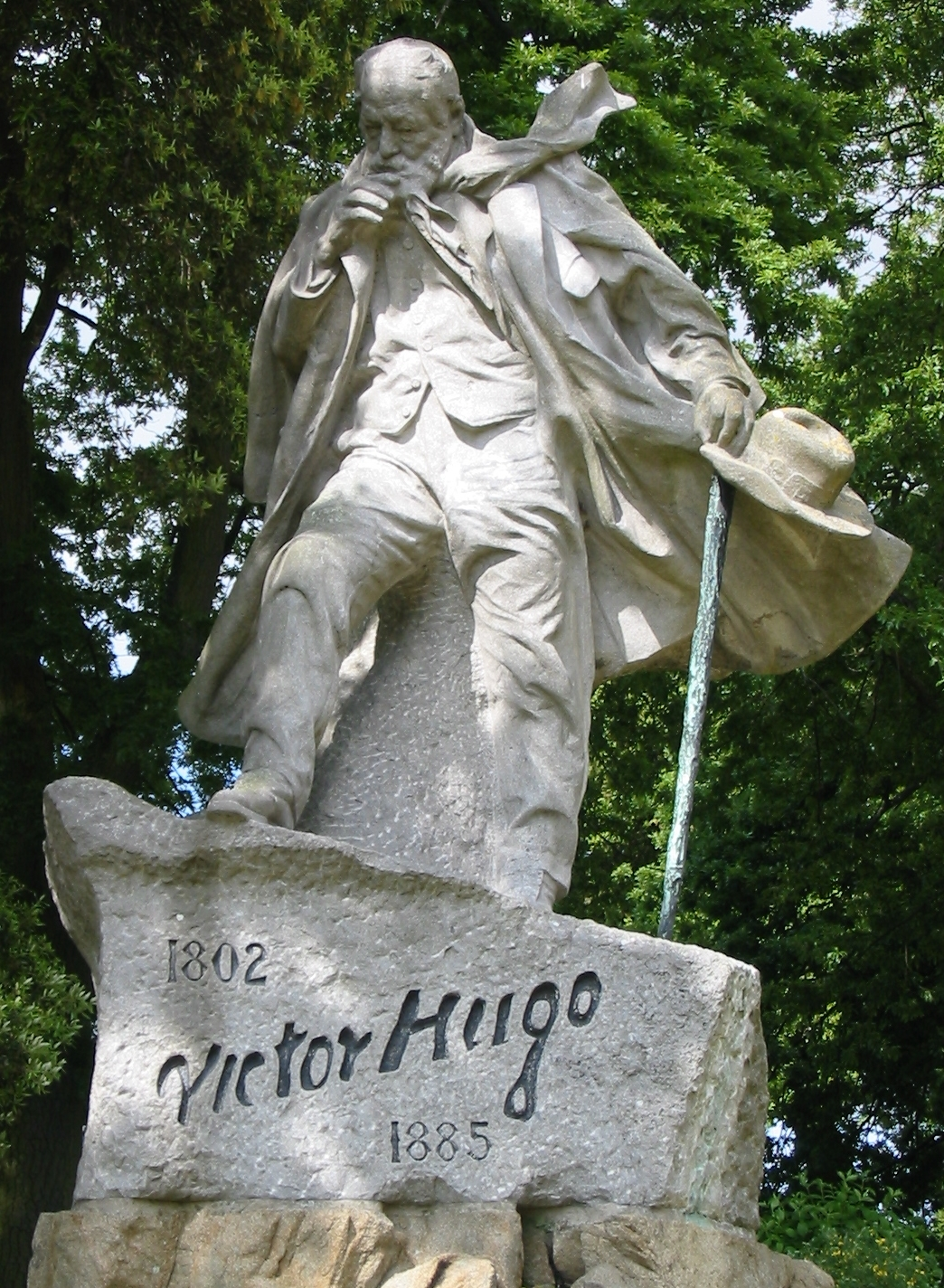
Victor Hugo en exil (1913), Candie Garden, Saint-Pierre-Port, Guernesey.

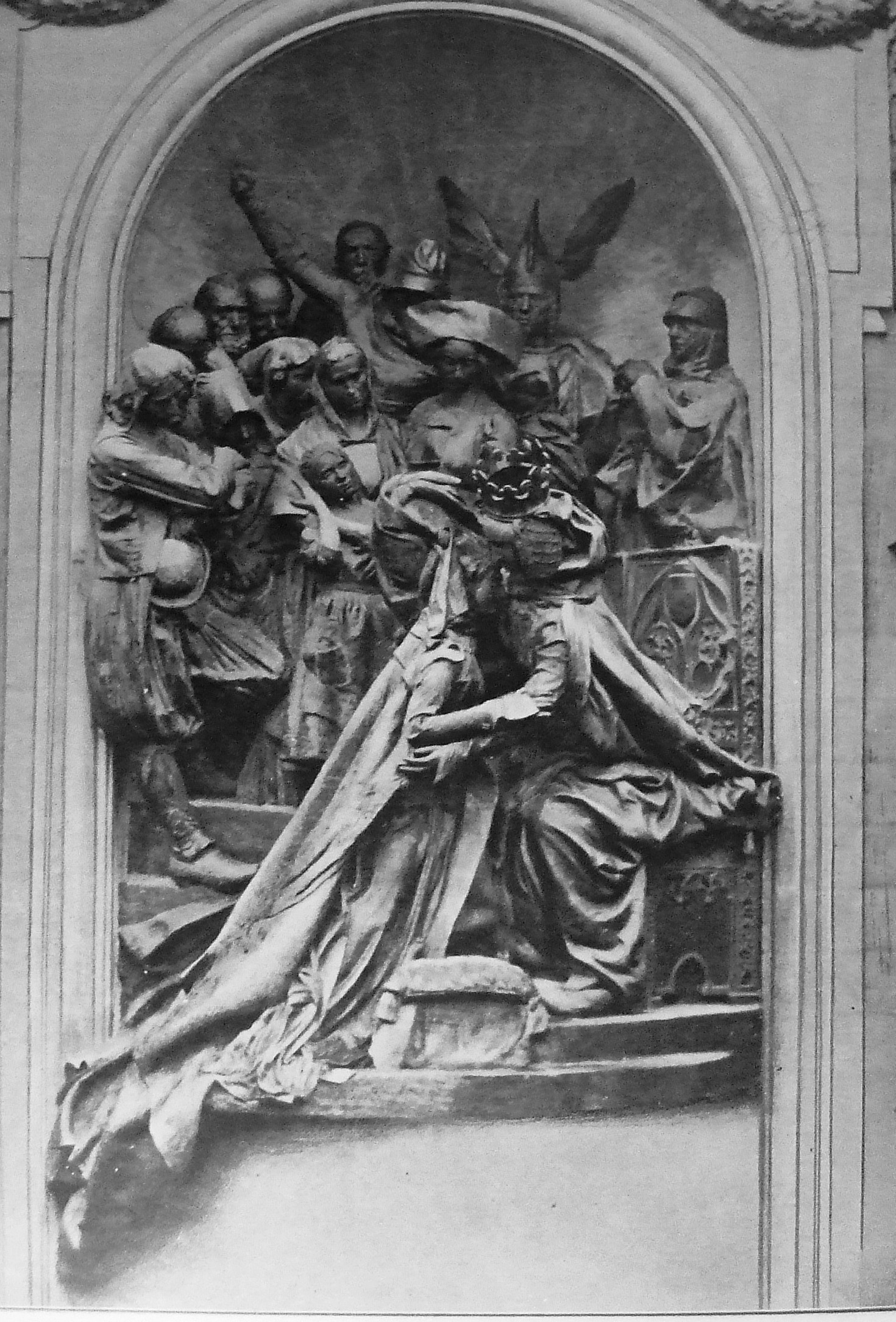
L'Union de la Bretagne et de la France, monument conçu en 1911, représentait la Duchesse Anne et le roi Charles VIII. Situé dans une niche de la façade de l'hôtel de ville de Rennes, il fut détruit par des séparatistes bretons en 1932.

Jean Boucher est né au lieu-dit La Vallée à Cesson-Sévigné (Ille-et-Vilaine), de Joseph Boucher et de son épouse Marie Blanchard.
Après des études primaires, il apprend le métier de serrurier rue des Carmes à Rennes, mais il est rapidement attiré par le dessin et la sculpture. Charles Joseph Lenoir, professeur à l’École des beaux-arts de Rennes, lui conseille de prendre des cours de dessin et il s'inscrit aux cours du soir de La Halle aux Toiles où Félix Roy lui  enseigne les rudiments de cet art, et s’aperçoit rapidement des progrès de son élève particulièrement doué. Il intègre ensuite l'École des beaux-arts de Rennes où il est le condisciple d'Albert Bourget, Émile Armel-Beaufils, Louis-Henri Nicot, Paul Le Goff, Pierre Lenoir, Francis Renaud et Eloi Robert.
Jean Boucher se lie d'amitié avec Jules Ronsin (1867-1937), peintre portraitiste et futur directeur de l'École des beaux-arts de Rennes de 1917 à 1921, et avec lequel il partage une chambre au numéro 48 de la rue de Seine à Paris.
Il obtient une bourse départementale pour poursuivre ses études à Paris, et il est admis en 1889 à l’École des beaux-arts de Paris dans l'atelier d'Alexandre Falguière, puis dans celui d'Henri Chapu à l’Académie Julian en 1888. Il suit également les cours d'Antonin Mercié qu'il remplacera.
En 1893, il est huitième logiste pour le concours du prix de Rome sur le sujet de l'Âge d'or, et termine second prix de Rome pour Caïn après la mort d'Abel.
Jean Boucher est mobilisé pendant la Première Guerre mondiale comme sergent dans l’infanterie. Il termine avec le grade de lieutenant décoré de la croix de guerre, et gazé au front.
Professeur à l’École des beaux-arts de Paris, il poursuit son œuvre, et réalise des monuments aux morts pour la France. Il est le créateur des monuments dédiés aux Saints-Cyriens, au maréchal Gallieni, de Verdun, aux volontaires américains morts pour la France, à l'aviateur Édouard Le Mounier, ainsi qu’à Yves Guyot, à Charles Le Goffic au poète André Rivoire et à la femme de lettres Daniel Lesueur.
Il est élu à l’Académie des beaux-arts le 29 février 1936, en remplacement d'Hippolyte Lefèbvre.
Mort à Paris en 1939, il est enterré au pays natal, dans le cimetière de l’Est de Rennes, auprès de son fils.

## Œuvres

### Sculptures
- 1893 : Âge d'or.
- 1898 : Caïn après la mort d'Abel, second prix de Rome.
- 1902 : Monument à Ernest Renan, Tréguier.
- 1907 : Monument Ludovic Trarieux, square Claude-Nicolas-Ledoux, place Denfert-Rochereau.
- 1909 : La prise de la Bastille par Camille Desmoulins, haut-relief.
- 1910 : Comtesse de Ségur , pierre, jardin du Luxembourg à Paris.
- 1911 : L’Union de la Bretagne à La France, groupe représentant Anne de Bretagne agenouillée devant les rois de France Charles VIII et Louis XII dans la niche de l’hôtel de ville de Rennes. L'œuvre est détruite le 7 août 1932 par le groupe armé du Gwenn ha Du[4],[5]
- 1911 : Monument à Léon Serpollet, place Saint-Ferdinand (Paris 17e).
- 1913 : Statue de Fra Angelico, médiathèque de La Roche-sur-Yon.
- 1913 : Victor Hugo en exil, Candie Garden, Saint-Pierre-Port à Guernesey. Une réduction de ce monument est conservée à la maison de Victor Hugo à Paris. Du plâtre original[6] de la version de Guernesey, Jean Boucher a réalisé une version en bronze, aujourd'hui conservée à Thionville[7].
- 1922 : Monument aux morts de l'École spéciale militaire de Saint-Cyr (Saint-Cyr-l'École, de nos jours lycée militaire de Saint-Cyr)[8].
- 1923 : Monument aux Volontaires américains morts pour la France, square Thomas-Jefferson, Paris (16e)[9].
- 1923 : Le Poilu, monument aux Beaux-Arts de Paris[10].
- 1924 : Stèle tombale de Daniel Lesueur à Montauban,  qui fit l'objet d'une donation en 1933 et fut placée dans le Jardin des plantes de la ville.
- 1926 : Monument au maréchal Galliéni, place Vauban (Paris 7e).
- 1935 : Monument au maréchal Marie Émile Fayolle, place Vauban (Paris 7e).
- Deux statues monumentales de  Louis Léopold Ollier, l’une dans son village natal, Les Vans, et l’autre sur la place Ollier de Lyon qui fut détruite lors de la Seconde Guerre mondiale.
- Monument aux morts,  représentant un poilu dans la cour du mûrier à l’École nationale supérieure des beaux-arts de Paris.
- Maternité, musée municipal de Locronan.
- Christ, grandeur nature pour Lima au Pérou.
- Vigne, sculptures décorative pour la façade de son hôtel particulier du no 48 avenue René-Coty[11].

### Céramiques
- Guerrier à l'épée.
- Guerrier casqué et vêtu d'une cape.
- Le Viking.
- Masque de Victor Hugo.

## Galerie

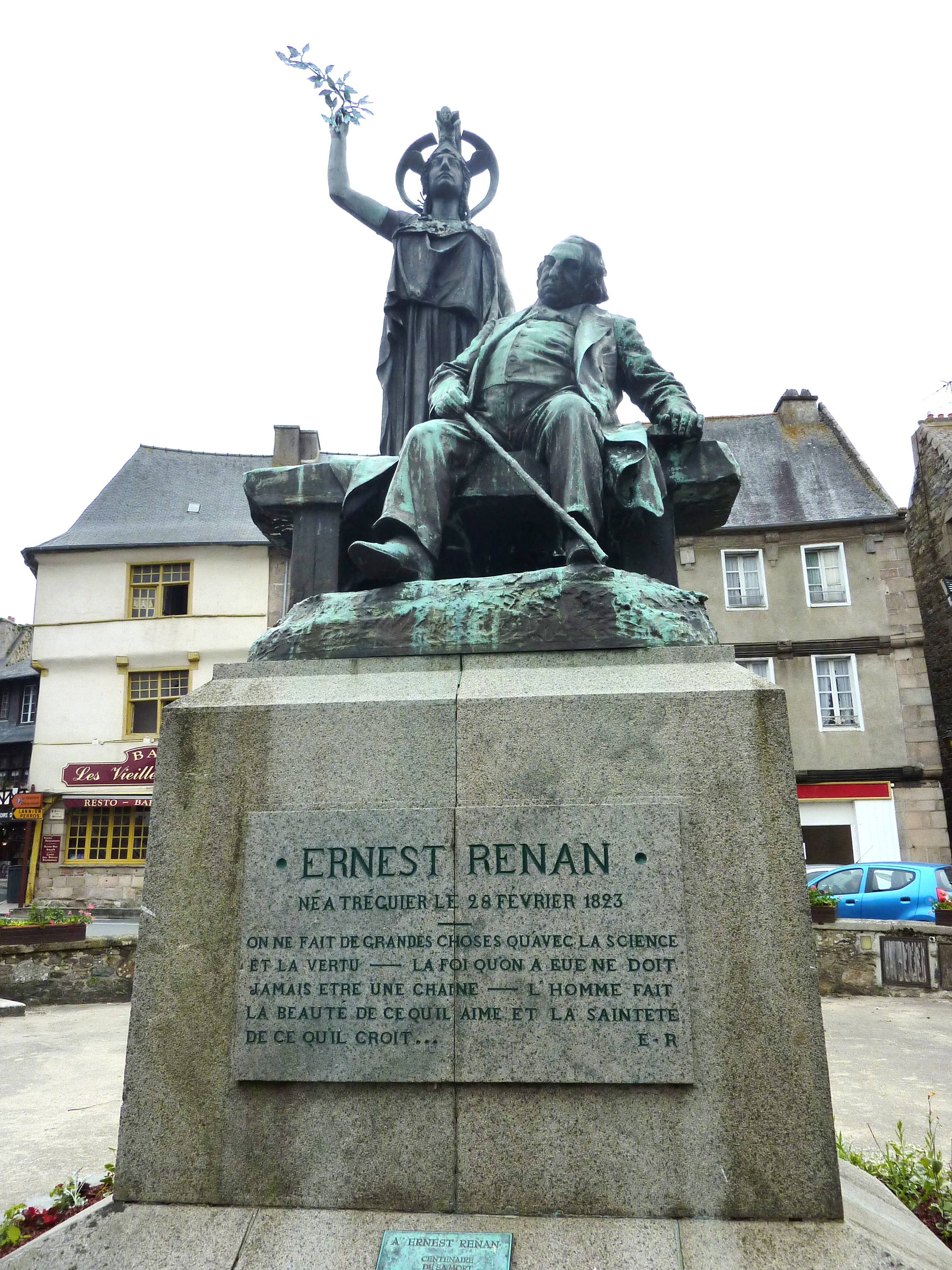
Monument à Ernest Renan (1902), Tréguier.
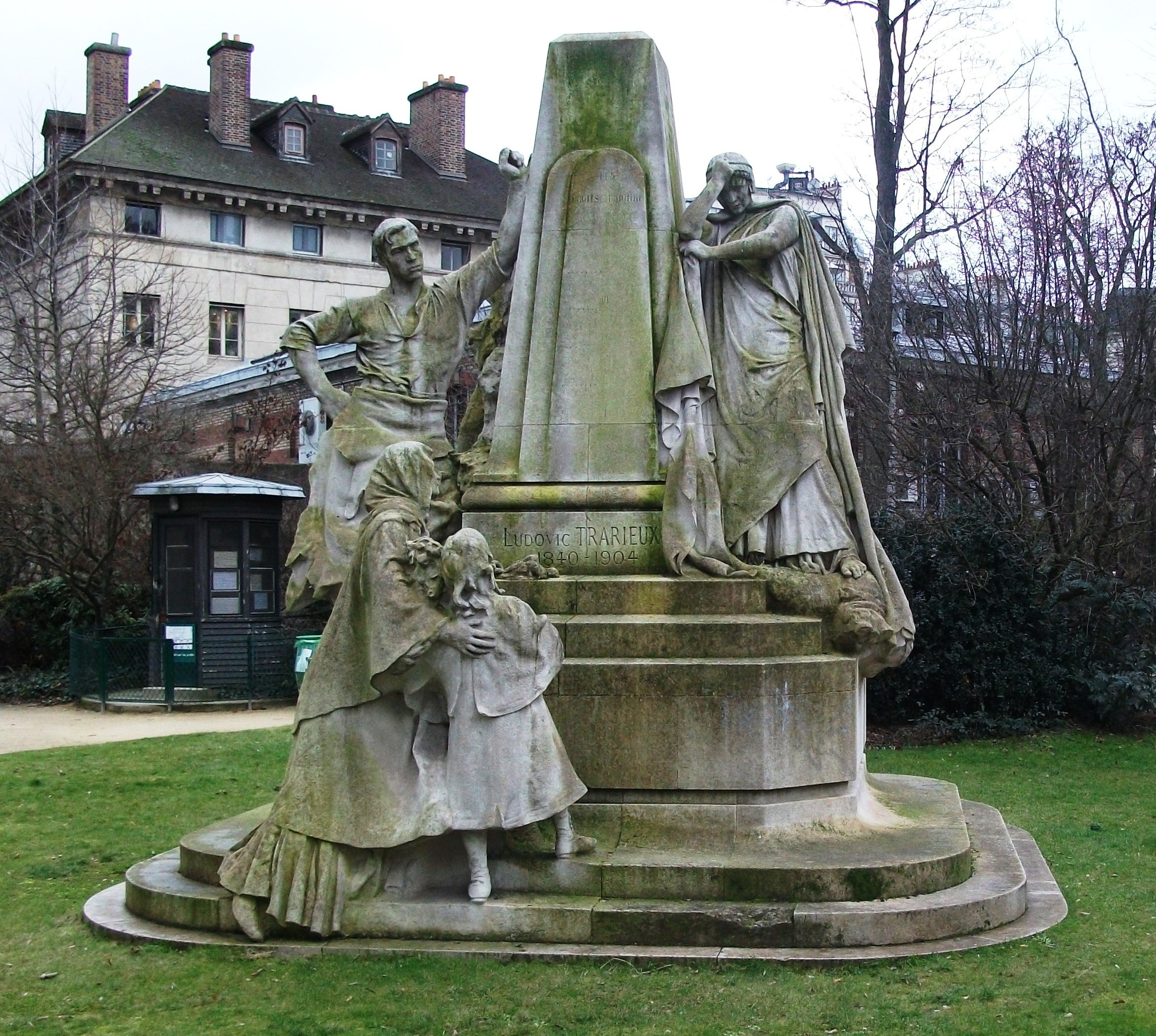
Monument à Ludovic Trarieux (1907), Paris, square Claude-Nicolas-Ledoux.
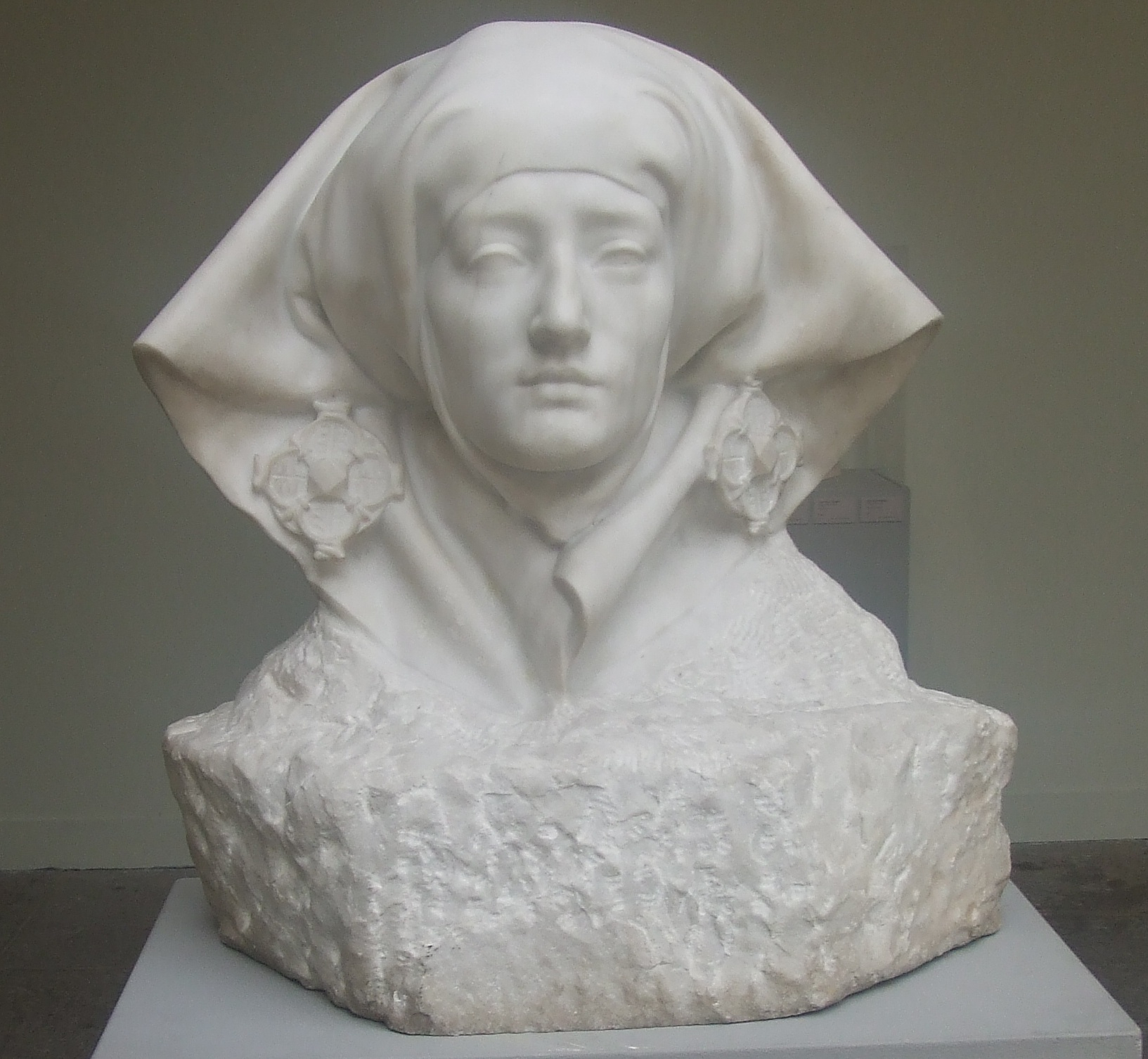
Anne de Bretagne (1915), musée des beaux-arts de Rennes.
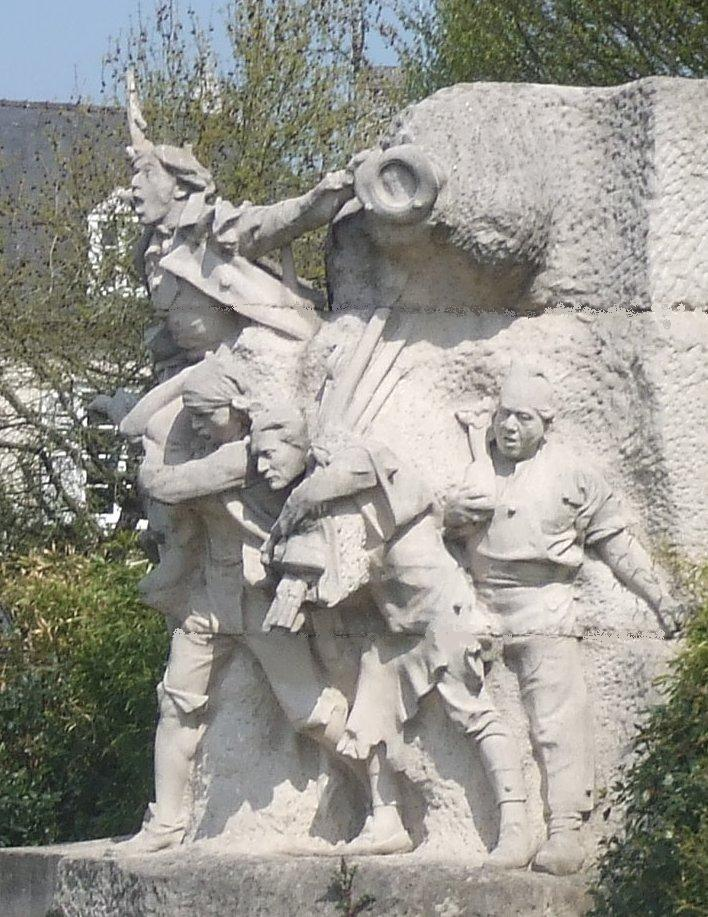
Camille Desmoulins à la Prise de la Bastille (vers 1920), Cesson-Sévigné.

## Récompenses
- 1891 : troisième médaille pour une figure modelée d'après l'antique.
- 1893 : médaille du concours Lemaire.
- 1894 : second prix de Rome.
- 1898 : second grand prix de Rome.

## Élèves
- André Bourroux (1901-1987)
- François Caujan (1902-1945)
- Demetre Chiparus
- Évariste Jonchère
- Jules-Charles Le Bozec (1898-1973)
- François Méheut, de 1935 à 1939
- Francis Pellerin, de 1935 à 1939

## Hommages
Plusieurs villes de Bretagne ont donné son nom à une rue, on peut citer notamment Cesson-Sévigné, Combourg, Rennes, Tréguier, Vitré.